# Przedsłupność

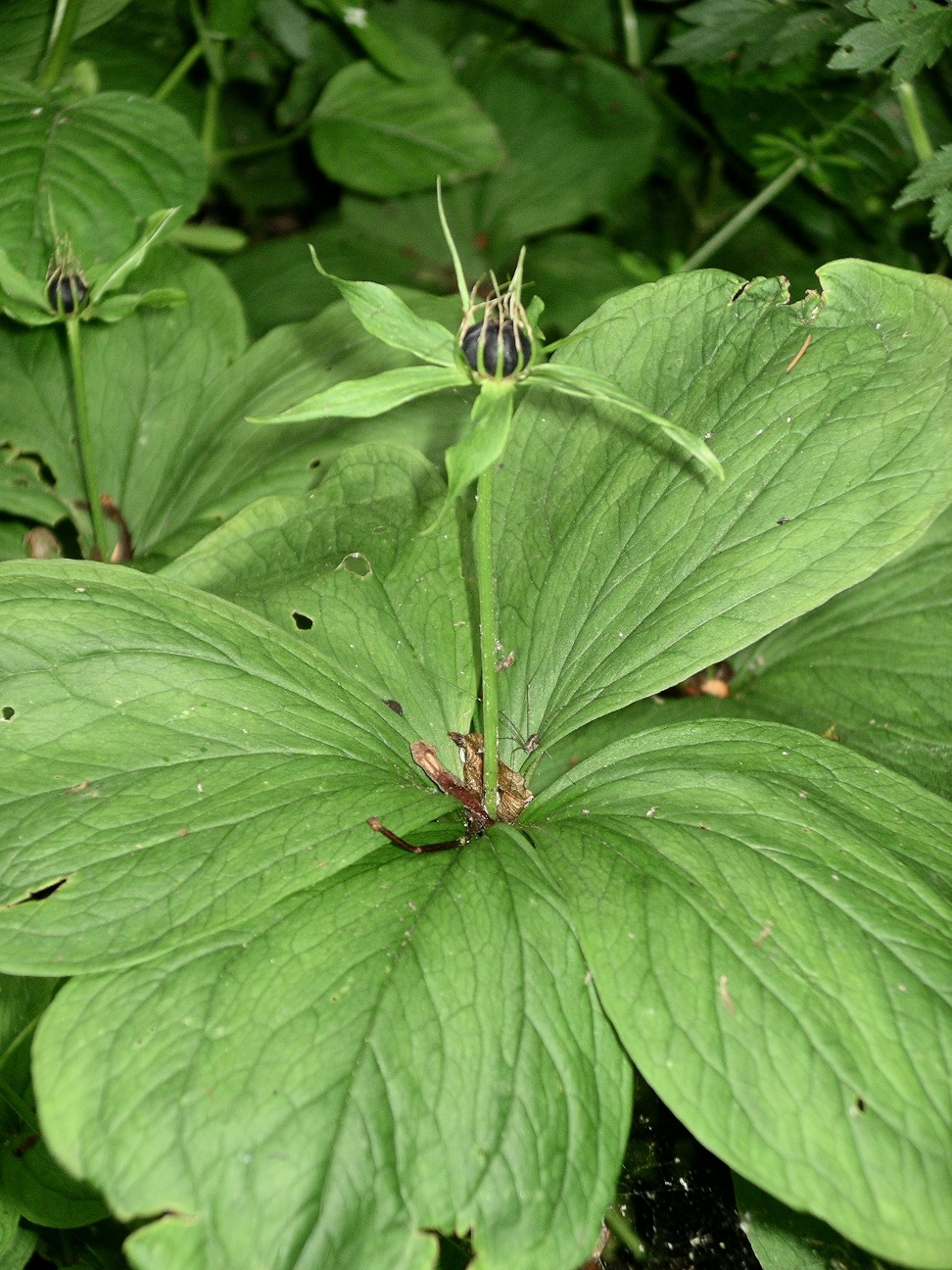
Do wybitnie przedsłupnych należą np. kwiaty czworolistu pospolitego

Przedsłupność, protogynia – zjawisko występujące w kwiatach obupłciowych u niektórych gatunków roślin. Polega na  wcześniejszym dojrzewaniu słupków niż pręcików. Jest to jeden z mechanizmów zapobiegających niekorzystnemu dla rośliny samozapyleniu, czyli zapyleniu się pyłkiem pochodzącym z tej samej rośliny.
Nie u wszystkich gatunków jednak przedsłupność jest zupełna, tzn. całkowicie uniemożliwiająca samozapylenie. Często przedsłupność jest tylko częściowa, np. słupki dojrzewają tylko niewiele wcześniej, niż pręciki. Jeżeli w tym czasie nie dojdzie do zapylenia krzyżowego, roślina ma możliwość samozapylenia. W ten sposób rośliny z częściową przedsłupnością zapewniają sobie możliwość wytworzenia nasion (co prawda gorszej jakości) nawet wtedy, gdy ich kwiaty nie zostaną zapylone pyłkiem innych kwiatów, co zdarzyć się może np. przy długotrwałej złej pogodzie.
Przedsłupność jest jednym z rodzajów dichogamii.